# Brasiliens Grand Prix 2005
Brasiliens Grand Prix 2005 var det sjuttonde av 19 lopp ingående i formel 1-VM 2005. 

## Rapport
Fernando Alonso i Renault säkrade här VM-titeln genom att komma trea i loppet.

## Resultat
1. Juan Pablo Montoya, McLaren-Mercedes, 10 poäng
2. Kimi Räikkönen, McLaren-Mercedes, 8
3. Fernando Alonso, Renault, 6
4. Michael Schumacher, Ferrari, 5
5. Giancarlo Fisichella, Renault, 4
6. Rubens Barrichello, Ferrari, 3
7. Jenson Button, BAR-Honda, 2
8. Ralf Schumacher, Toyota, 1
9. Christian Klien, Red Bull-Cosworth
10. Takuma Sato, BAR-Honda
11. Felipe Massa, Sauber-Petronas
12. Jacques Villeneuve, Sauber-Petronas
13. Jarno Trulli, Toyota
14. Christijan Albers, Minardi-Cosworth
15. Narain Karthikeyan, Jordan-Toyota

### Förare som bröt loppet
- Tiago Monteiro, Jordan-Toyota (varv 55, mekaniskt)
- Mark Webber, Williams-BMW (45, +26 varv)
- Robert Doornbos, Minardi-Cosworth (34, +27 varv)
- Antonio Pizzonia, Williams-BMW (0, olycka)
- David Coulthard, Red Bull-Cosworth (0, olycka)